# Jordana Lajoie
 (juillet 2024).
Si vous disposez d'ouvrages ou d'articles de référence ou si vous connaissez des sites web de qualité traitant du thème abordé ici, merci de compléter l'article en donnant les références utiles à sa vérifiabilité et en les liant à la section « Notes et références ».
Jordana Lajoie, né le 16 septembre 1988, est une actrice américaine récurrente de la série télévisée The Boys. Elle interprète Cherie à partir de la saison 1.

## Biographie
Jordana Lajoie est au Québec, Canada. Elle parle français et anglais couramment.

## Filmographie

### Cinéma
- 2018 : Une romance de Noël épicée de Richard Gabai : Annabelle Renard.
- 2019 : Ride or Die de Zoe Cassavetes : Kylie.
- 2019 : Les trois visages de ma mère de Curtis Crawford : Toni Conrad.

### Télévision
- 2015 : The Art of More : la Réceptionniste (1 épisode)
- 2015 : Fatal Vows : Jackie (1 épisode)
- 2015 : Heroes of the North : Harlow B. Inger (1 épisode)
- 2015 - 2016 : Patrice Lemieux 24/7 : Shannon Lemieux (16 épisodes)
- 2016 : 19-2 : Punk Woman (1 épisode)
- 2016 : Dans ma tête : Épisode S02E27 - La crise cardiaque de Maxim Martin : Belle Fille Piscine Dominique Paquet  (1 épisode)
- 2018 : Hubert et Fanny : Adèle (2 épisodes)
- 2019 : The Boys : Chérie (7 épisodes)